# 라힘 차흐키예프
라힘 루슬라노비치 차흐키예프(러시아어: Рахи́м Руслáнович Чахки́ев, 1983년 1월 11일~)는 러시아의 권투 선수이다. 2008년 하계 올림픽에서 헤비급 금메달을 획득했고, 프로 선수로 전향 후인 2015년에 국제 복싱 기구(IBO) 크루저급 챔피언에 올랐다.